# Elroy Smith
Elroy Alexander Smith (né le 30 novembre 1981) est un défenseur de football belizien qui joue depuis 2015 au Verdes FC dans la Premier League du Belize.

## Biographie

### Carrière en club
Après quatre saisons passées dans le Belize, Smith s'exile au Honduras et passe plusieurs années au Deportes Savio, club où il joue 118 matchs pour neuf buts. Il quitte le club une première fois pour le CD Marathón et revient par manque de temps de jeu (seulement 11 matchs disputés), pour une saison, puis repart définitivement ailleurs, au CD Vida, avec lequel il jouera 33 matchs. 
Elroy Smith quitte ce dernier pour rejoindre le CD Platense en 2013. Après deux années passées au sein du club, il rentre au pays pour jouer aux Belmopan Bandits où il remporte le tournoi de clôture du Belize 2016.

### Carrière internationale
Il fait ses débuts avec l'équipe du Belize, en juin 2004, lors d'un match de qualification pour la Coupe du monde de football 2006, contre le Canada. Avec 59 matchs disputés (pour six buts marqués), il détient le record de sélections avec son équipe nationale.

#### Buts internationaux
| Buts en sélection d'Elroy Smith | Buts en sélection d'Elroy Smith | Buts en sélection d'Elroy Smith                      | Buts en sélection d'Elroy Smith | Buts en sélection d'Elroy Smith | Buts en sélection d'Elroy Smith | Buts en sélection d'Elroy Smith |
|                                 | Date                            | Lieu                                                 | Adversaire                      | Score                           | Résultat                        | Compétition                     |
| ------------------------------- | ------------------------------- | ---------------------------------------------------- | ------------------------------- | ------------------------------- | ------------------------------- | ------------------------------- |
| 1                               | 26 mars 2008                    | Warner Park, Basseterre, Saint Kitts                 | Saint-Christophe-et-Niévès      | 0-1                             | 1-1                             | QCM 2010                        |
| 2                               | 16 janvier 2011                 | Estadio Rommel Fernández, Panama City, Panama        | Salvador                        | 1-2                             | 2-5                             | UNCAF 2011                      |
| 3                               | 20 janvier 2017                 | Estadio Rommel Fernández, Panama City, Panama        | Nicaragua                       | 1-1                             | 1-3                             | UNCAF 2017                      |
| 4                               | 22 mars 2018                    | Isidoro Beaton Stadium, Belmopan (Belize)            | Grenade                         | 3-1                             | 4-2                             | Match amical                    |
| 5                               | 22 mars 2018                    | Isidoro Beaton Stadium, Belmopan (Belize)            | Grenade                         | 4-2                             | 4-2                             | Match amical                    |
| 6                               | 13 octobre 2019                 | Warner Park, Basseterre (Saint-Christophe-et-Niévès) | Saint-Christophe-et-Niévès      | 0-1                             | 0-1                             | LNC 2019-20                     |

## Palmarès
New Site Erei Dangriga
- Champion du Belize en 2005-2006.

 Belmopan Bandits
- Champion du Belize en 2016 (clôture), 2016 (ouverture), 2017 (clôture) et 2018 (clôture).